# Aquafaba

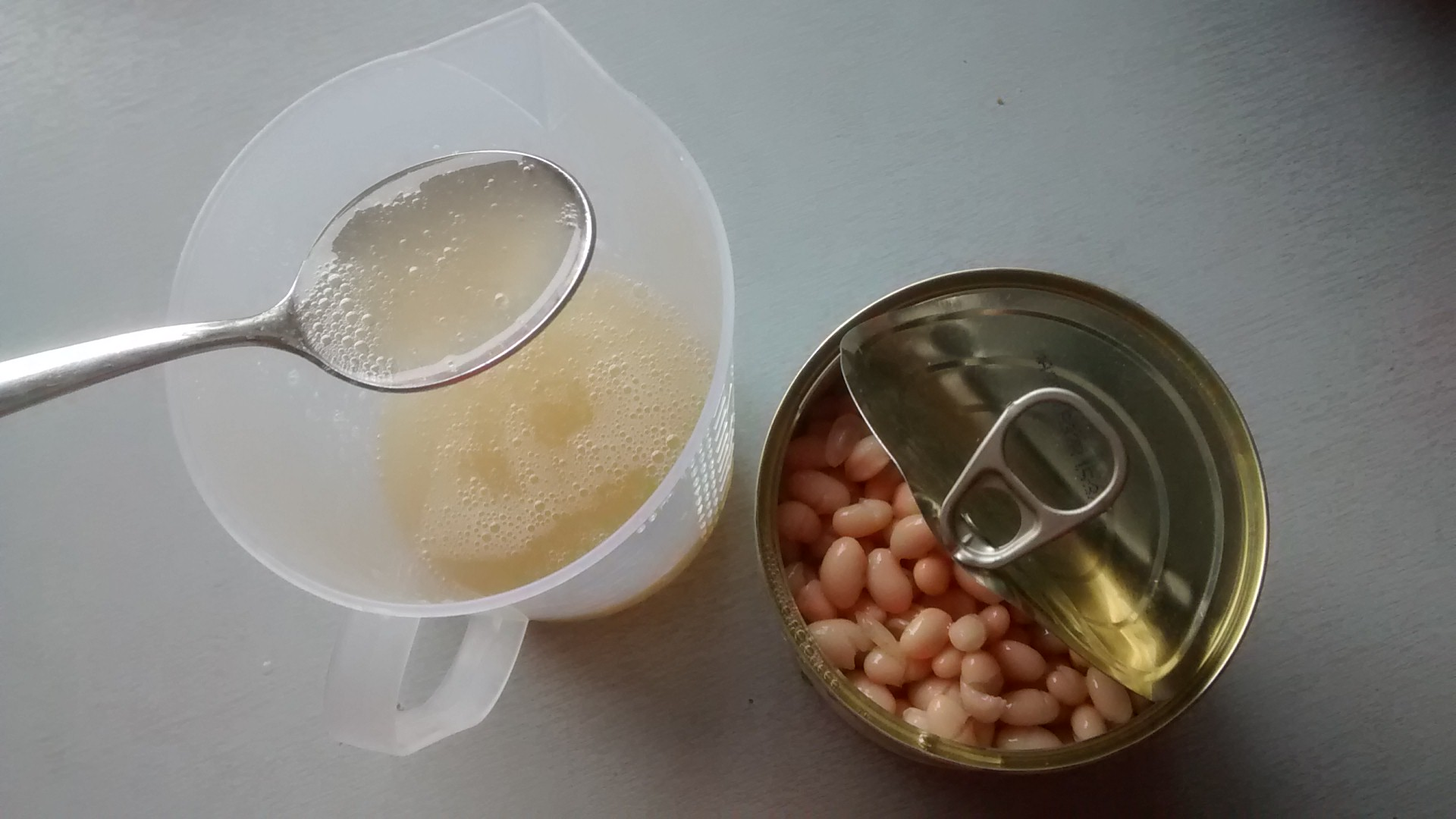
Aquafaba d'un pot de fesols

L'aquafaba és l'aigua viscosa en la qual les llavors de llegumis, com ara cigrons, han estat cuinades. El seu ús en cuina es deu al descobriment del francès Joël Roessel.
Gràcies a la seva capacitat per a imitar les propietats funcionals de les clares d'ou en la cocció, l'aquafaba es pot fer servir com un substitut directe de la clara d'ou en alguns casos, inclosos les merengues i algunes llaminadures. És especialment adequada per al seu ús per persones que eviten els ous, com els vegans.